# El Melón (comuna)
El Melón fue una de las comunas que integró el antiguo departamento de Quillota, en la provincia de Valparaíso.

## Historia
La comuna fue creada por decreto del 4 de mayo de 1904.
En 1907, de acuerdo al censo de ese año, la comuna tenía una población de 2051 habitantes.
Esta comuna fue suprimida mediante el Decreto con Fuerza de Ley N.º 8.583 del 30 de diciembre de 1927, dictado por el presidente Carlos Ibáñez del Campo como parte de una reforma político-administrativa, anexando su territorio a la comuna de Los Nogales. La supresión se hizo efectiva a contar del 1 de febrero de 1928.